# BlackBerry
BlackBerry là một dòng thiết bị gửi nhận email di động và điện thoại thông minh do công ty Research In Motion (RIM) của Canada phát triển và thiết kế trong hơn một thập kỷ.
BlackBerry có chức năng như một Phụ tá Kỹ thuật số Cá nhân với sổ địa chỉ, lịch và danh sách việc cần làm, nó cũng đóng vai trò là máy nghe nhạc bỏ túi hỗ trợ nghe nhạc và xem phim, với khả năng chụp hình và quay phim. BlackBerry nổi tiếng nhất nhờ khả năng gửi nhận email Internet tức thì tại bất cứ nơi đâu có sóng dịch vụ của mạng di động, hoặc thông qua kết nôi Wi-Fi. BlackBerry chủ yếu là một chiếc điện thoại nhắn tin với rất nhiều tính năng tin nhắn, như tự gõ từ, tự sửa lỗi, dự đoán văn bản, hỗ trợ nhiều ngôn ngữ, phím tắt, biểu tượng vui bằng ký tự, push email (gửi nhận email tức thì), nhận thông báo từ Facebook và Myspace tức thì, nhận thông báo Ebay tức thì, tin nhắn nhanh tức thì với BlackBerry Messenger, Google Messenger, ICQ, Windows Live messenger và Yahoo Messenger; nhắn tin theo luồng và đèn báo điều chỉnh được ở góc phải của mọi thiết bị BlackBerry. Tất cả thông báo và đối thoại từ ứng dụng được hiển thị trong một ứng dụng nhắn tin thống nhất mà các ứng dụng thứ ba cũng có quyền truy cập. Nhiều ứng dụng kiểu này sẽ phải chạy nền trong các điện thoại khác, trong khi với tính năng push của BlackBerry giúp kéo dài thời lượng dùng pin hơn. Mọi dữ liệu trên điện thoại đều được nén qua BIS, BlackBerry sử dụng ít dữ liệu hơn khoảng hai phần ba so với các điện thoại thông minh khác, trong khi vẫn tải về cùng dữ liệu.
BlackBerry có 20,8% thị phần bán lẻ điện thoại thông minh trên thế giới, khiến nó trở thành nền tảng phổ biến thứ hai sau Symbian OS của Nokia. Khách hàng của BlackBerry Internet Service, hay BIS có mặt trên 91 quốc gia trên thế giới, với hơn 500 hãng điều hành dịch vụ di động đang sử dụng nhiều loại công nghệ di động khác nhau.
Thiết bị BlackBerry đầu tiên được giới thiệu vào năm 1999 ở dạng máy nhắn tin hai chiều. Đến năm 2002, hai chiếc điện thoại thông minh phổ dụng hơn của BlackBerry được ra mắt, hỗ trợ push e-mail, điện thoại di động, nhắn tin, Internet fax, duyệt web và các dịch vụ thông tin không dây khác. Đây là một ví dụ về thiết bị hội tụ.
BlackBerry đầu tiên định hướng trên thị trường bằng cách tập trung vào chức năng email. RIM hiện cung cấp dịch vụ email BlackBerry cho cả các thiết bị không phải BlackBerry, như Palm Treo, thông qua phần mềm BlackBerry Connect.
Thiết bị BlackBerry gốc có màn hình hiển thị đơn sắc, nhưng tất cả các dòng hiện thời đều có màn hình màu. Tất cả các mẫu ngoại trừ Dòng Storm đều có sẵn bàn phím QWERTY, được tối ưu để sử dụng bằng ngón cái. Storm 1 và Storm 2 sử dụng bàn phím SureType để gõ, và là hai thiết bị có thiết bị cảm ứng đầy đủ mà không có bàn phím vật lý. Ban đầu, để di chuyển trên máy, người dùng phải sử dụng phím cuộn đặt ở bên phải của các điện thoại trước 8700. Phím cuộn được thay bằng bi lăn khi dòng Pearl được ra mắt, bi lăn cho phép lăn theo 4 chiều và phát sáng. Bi lăn lại được thay bằng bàn rê quang khi dòng Curve 8500 ra đời. Các mẫu được sản xuất để dùng với mạng iDEN như Nextel và Mike) còn có tính năng Push-to-Talk (PTT), tương tự như trong bộ đàm.
Các thiết bị BlackBerry chạy trên mạng GSM hiện nay sử dụng vi xử lý ARM 7 hoặc 9, còn BlackBerry cũ hơn 950 và 957 dùng vi xử lý Intel 80386. Mẫu BlackBerry GSM mới nhất (8100, 8300 và 8700) có bộ xử lý Intel PXA901 312 MHz, bộ nhớ flash 64 MB và SDRAM 16 MB.
Các thiết bị di động BlackBerry CDMA dựa trên chipset Qualcomm MSM6x00 cũng có bộ xử lý dựa trên ARM 9 và chuyển đổi GSM 900/1800 (như máy 8830 và 9500) và có bộ nhớ flash lên tới 256MB. Chiếc CDMA Bold 9650 là thiết bị đầu tiên có bộ nhớ flash 512MB dành cho ứng dụng. Tất cả các máy BlackBerry hiện đại đều hỗ trợ thẻ MicroSD lên tới 32GB.
Tháng 9/2016, BlackBerry lâm vào tình trạng suy thoái với thua lỗ nặng nề, doanh thu sa sút, buộc phải ngưng sản xuất các thiết bị đi động, đóng cửa nhà sản xuất phần cứng để tập trung sản xuất phần mềm.
Tháng 12/2016, BlackBerry buộc phải bán lại mình cho công ty điện tử của Trung Quốc là TCL. Từ đó, TCL trở thành nhà sản xuất điện thoại và phần cứng của BlackBerry.